# Grupno prvenstvo NSO Split 1969./70.
Grupno prvenstvo Nogometnog saveza općine Split je bila liga 5. ranga nogometnog prvenstva SFRJ u sezoni 1969./70. Sudjelovalo je 10 klubova, a prvak je bio "Mosor" iz Žrnovnice. 

## Ljestvica
| mj. | klub                   | ut.                                 | pob.                                | ner.                                | por.                                | gol+                                | gol-                                | bod                                 |
| --- | ---------------------- | ----------------------------------- | ----------------------------------- | ----------------------------------- | ----------------------------------- | ----------------------------------- | ----------------------------------- | ----------------------------------- |
| 1.  | Mosor Žrnovnica        | 18                                  | 11                                  | 3                                   | 4                                   | 42                                  | 19                                  | 25                                  |
| 2.  | Hvar                   | 18                                  | 11                                  | 2                                   | 5                                   | 71                                  | 24                                  | 24                                  |
| 3.  | Jadran Supetar         | 18                                  | 10                                  | 4                                   | 4                                   | 48                                  | 26                                  | 24                                  |
| 4.  | Jedinstvo Srinjine     | 18                                  | 9                                   | 3                                   | 6                                   | 56                                  | 36                                  | 21                                  |
| 5.  | Borac Glavice          | 18                                  | 9                                   | 2                                   | 7                                   | 41                                  | 35                                  | 20                                  |
| 6.  | Podgora                | 18                                  | 6                                   | 5                                   | 7                                   | 75                                  | 32                                  | 17                                  |
| 7.  | Zagora Primorski Dolac | 18                                  | 5                                   | 4                                   | 9                                   | 29                                  | 67                                  | 14                                  |
| 8.  | OSK Otok               | 18                                  | 4                                   | 2                                   | 12                                  | 33                                  | 44                                  | 10                                  |
| 9.  | Domagoj Konjsko        | 18                                  | 2                                   | 1                                   | 15                                  | 19                                  | 91                                  | 5                                   |
| 10. | Seljak Labin           | odustali u proljetnom dijelu sezone | odustali u proljetnom dijelu sezone | odustali u proljetnom dijelu sezone | odustali u proljetnom dijelu sezone | odustali u proljetnom dijelu sezone | odustali u proljetnom dijelu sezone | odustali u proljetnom dijelu sezone |

## Rezultatska križaljka
| kratica | klub                   | BOR | DOM | HVAR | JAD | JED | MOS | OSK | POD | ZAG  | SELJ     |
| --- | ---------------------- | --- | --- | ---- | --- | --- | --- | --- | --- | ---- | -------- |
| BOR | Borac Glavice          |     |     | 4:1  |     |     |     |     |     |      |          |
| DOM | Domagoj Konjsko        | 7:1 |     |      |     | 1:2 |     |     |     |      |          |
| HVAR | Hvar                   |     |     |      | 1:0 |     |     |     |     | 15:0 |          |
| JAD | Jadran Supetar         | 3:6 |     |      |     |     |     |     |     |      |          |
| JED | Jedinstvo Srinjine     |     |     |      |     |     | 3:1 |     | 5:2 |      |          |
| MOS | Mosor Žrnovnica        |     |     |      |     |     |     | 2:0 |     |      |          |
| OSK | OSK Otok               |     |     |      |     |     |     |     | 0:0 |      |          |
| POD | Podgora                |     |     |      | 2:2 |     |     |     |     |      |          |
| ZAG | Zagora Primorski Dolac |     |     |      |     |     | 2:1 |     |     |      | 3:0 p.f. |
| SELJ | Seljak Labin           |     | 0:3 |      |     |     |     |     |     |      |          |
| |                        |     |     |      |     |     |     |     |     |      |          |
| podebljan rezultat - utakmice od 1. do 9. kola (1. utakmica između klubova) rezultat normalne debljine - utakmice od 10. do 18. kola (2. utakmica između klubova) rezultat nakošen - nije vidljiv redoslijed odigravanja međusobnih utakmica iz dostupnih izvora rezultat nakošen i smanjen * - iz dostupnih izvora nije uočljiv domaćin susreta prekrižen rezultat - poništena ili brisana utakmica p - utakmica prekinuta 3:0 p.f. / 0:3 p.f. - rezultat 3:0 bez borbe |                        |     |     |      |     |     |     |     |     |      |          |

 Izvori: 